# Аваре (Бразилія)
Аваре (порт. Avaré) — муніципалітет в Бразилії, входить в штат Сан-Паулу. Складова частина мезорегіону Бауру. Входить в економіко-статистичний мікрорегіон Аваре. Населення становить 87 833 людини на 2006. Займає площу 1 216,640 км². Щільність населення — 72,2 осіб/км². 

## Історія
Місто засноване 15 вересня 1861 року. 

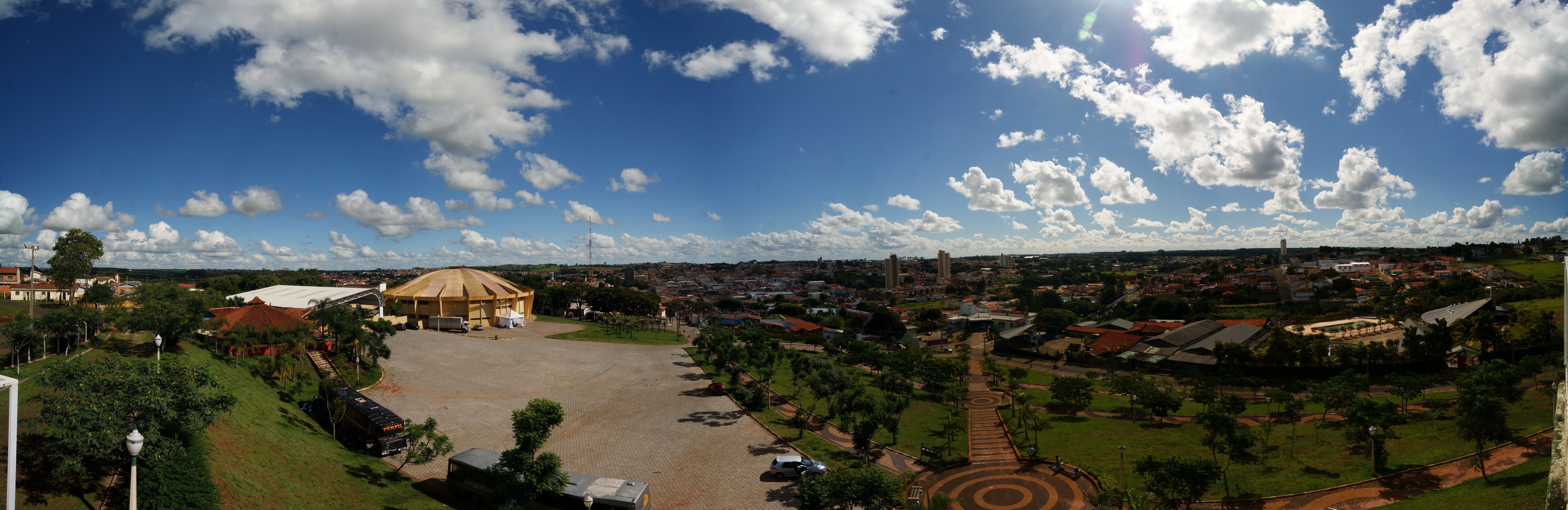

## Статистика
- Валовий внутрішній продукт на 2003 становить 663.597.878,00 реалів (дані: Бразильський інститут географії та статистики).
- Валовий внутрішній продукт на душу населення  на 2003 становить 8.031,64 реалів (дані: Бразильський інститут географії та статистики).
- Індекс розвитку людського потенціалу на 2000 становить 0,806 (дані: Програма розвитку ООН).

## Географія
Клімат місцевості: субтропічний. Відповідно до класифікації Кеппена, клімат відноситься до категорії Cfa. 

## Галерея

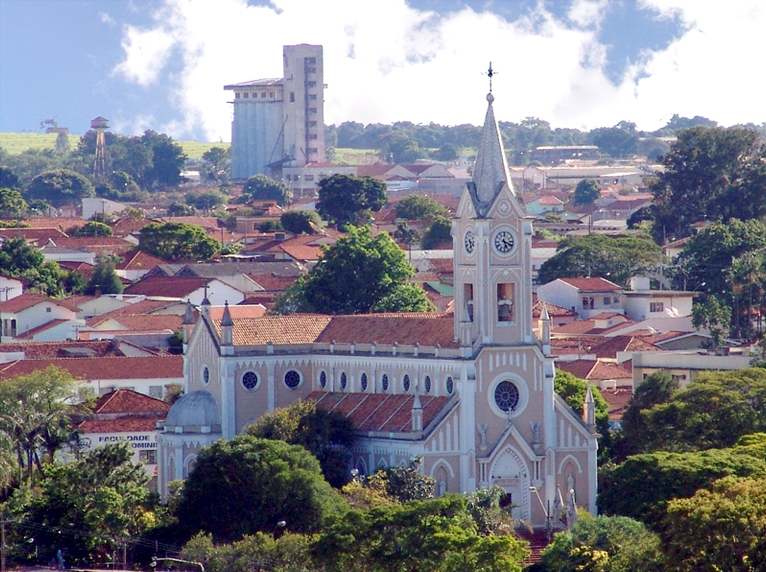
Храм
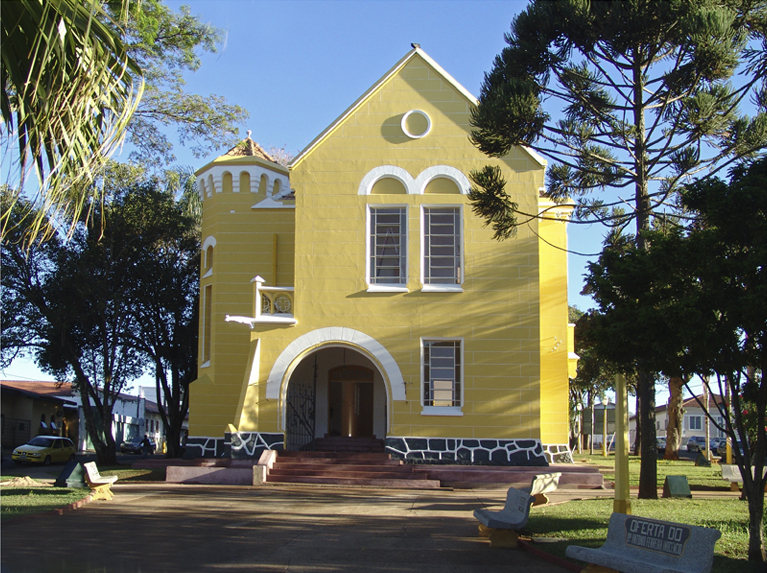
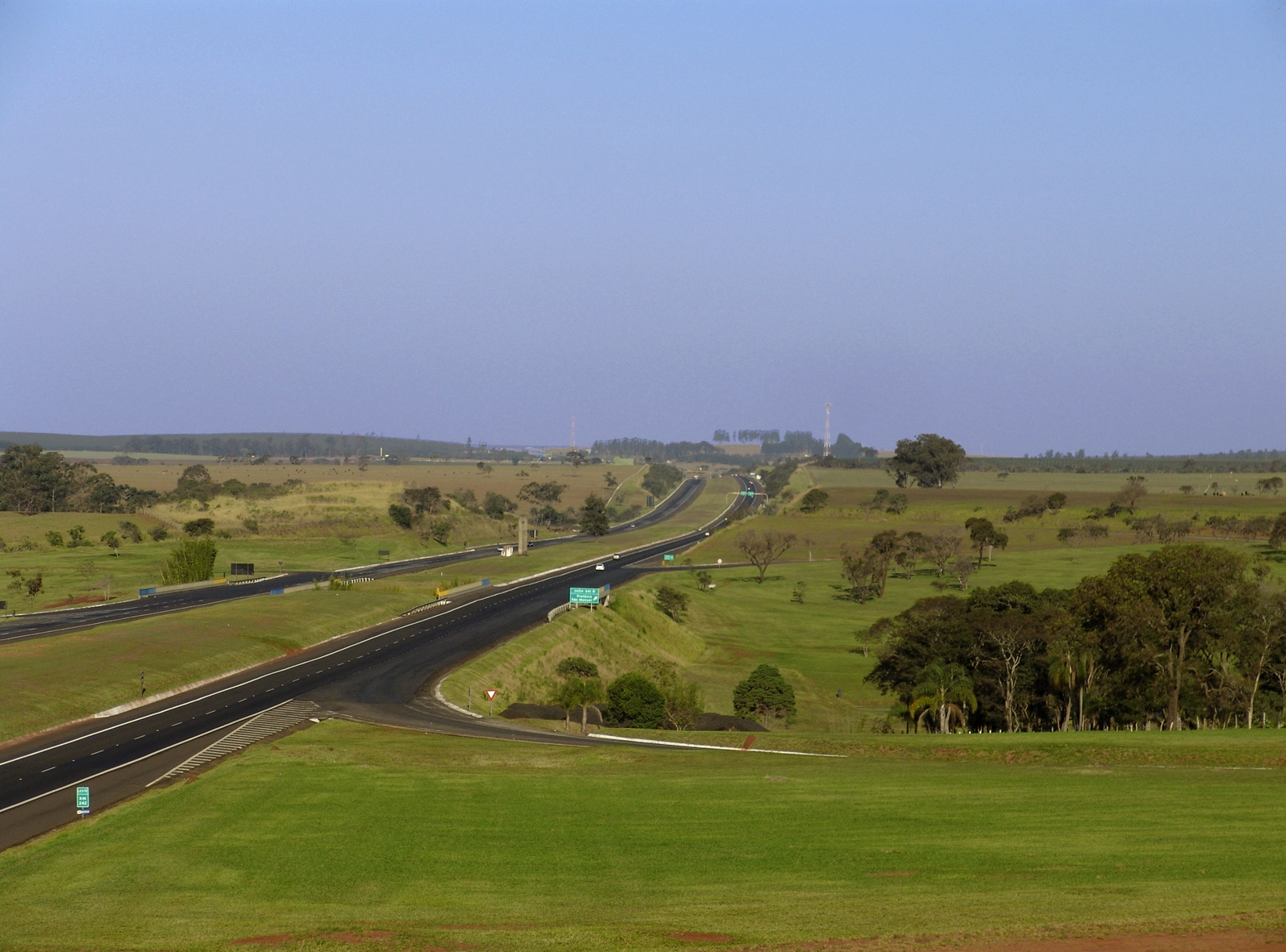
Замок
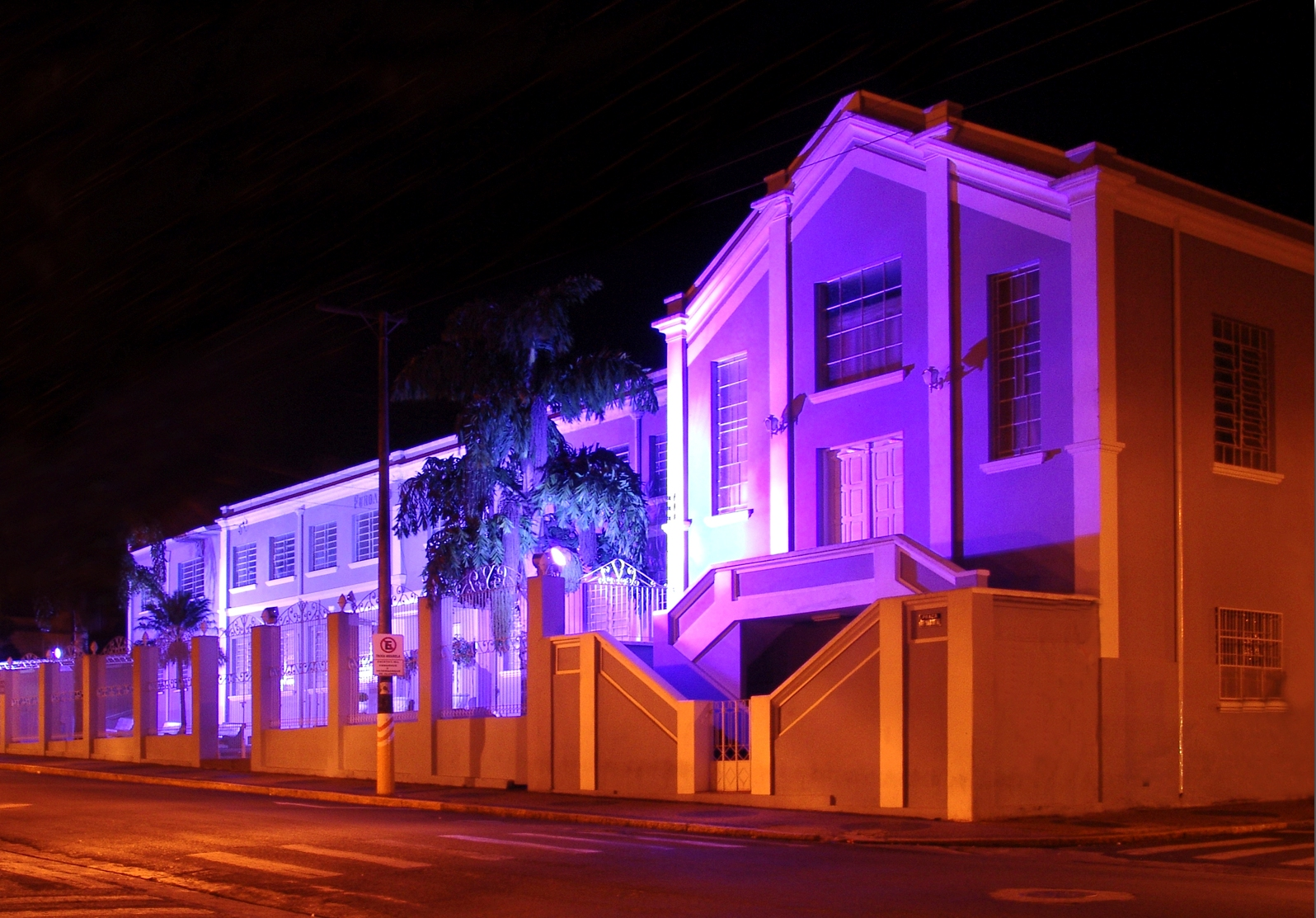
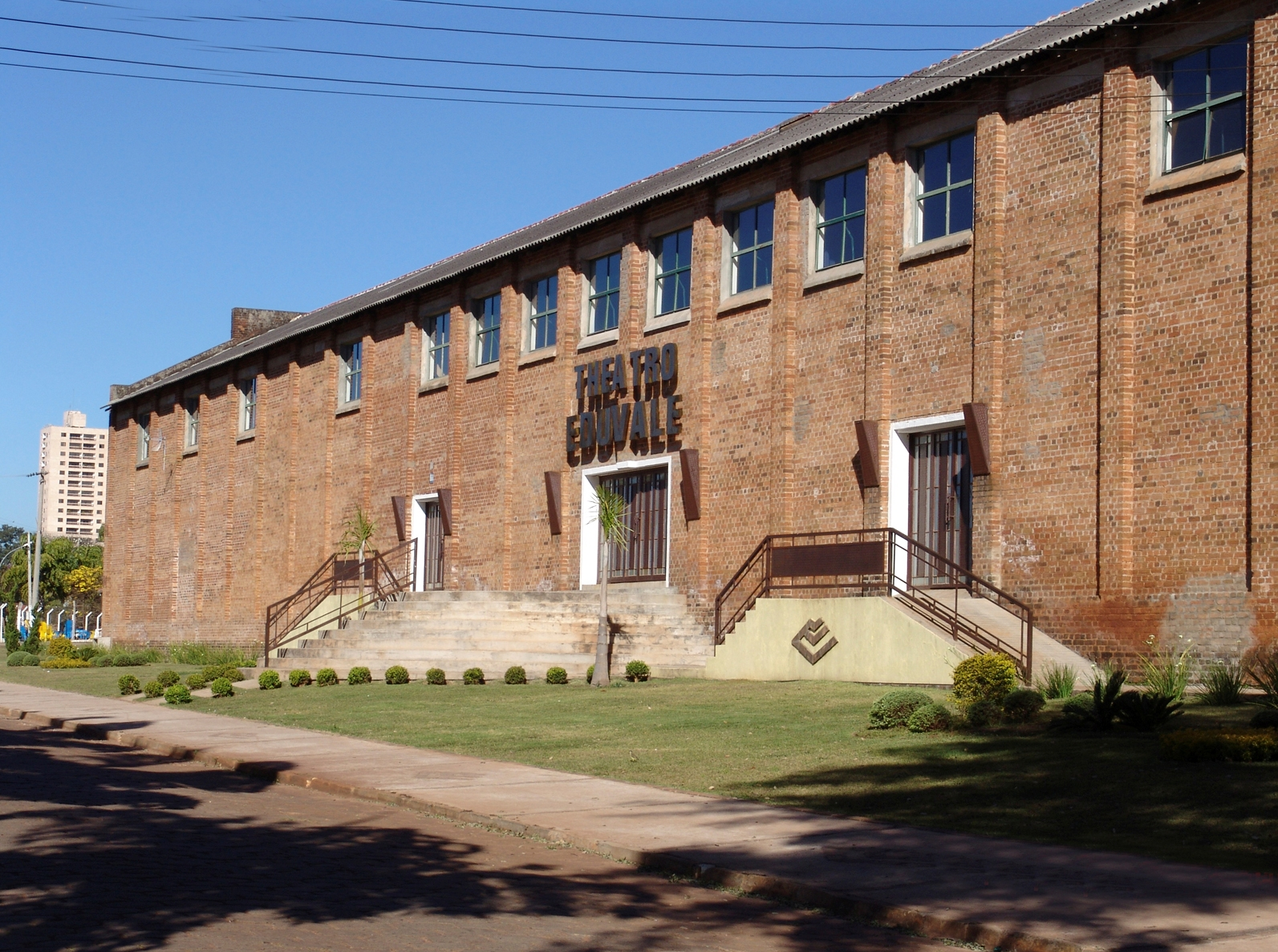
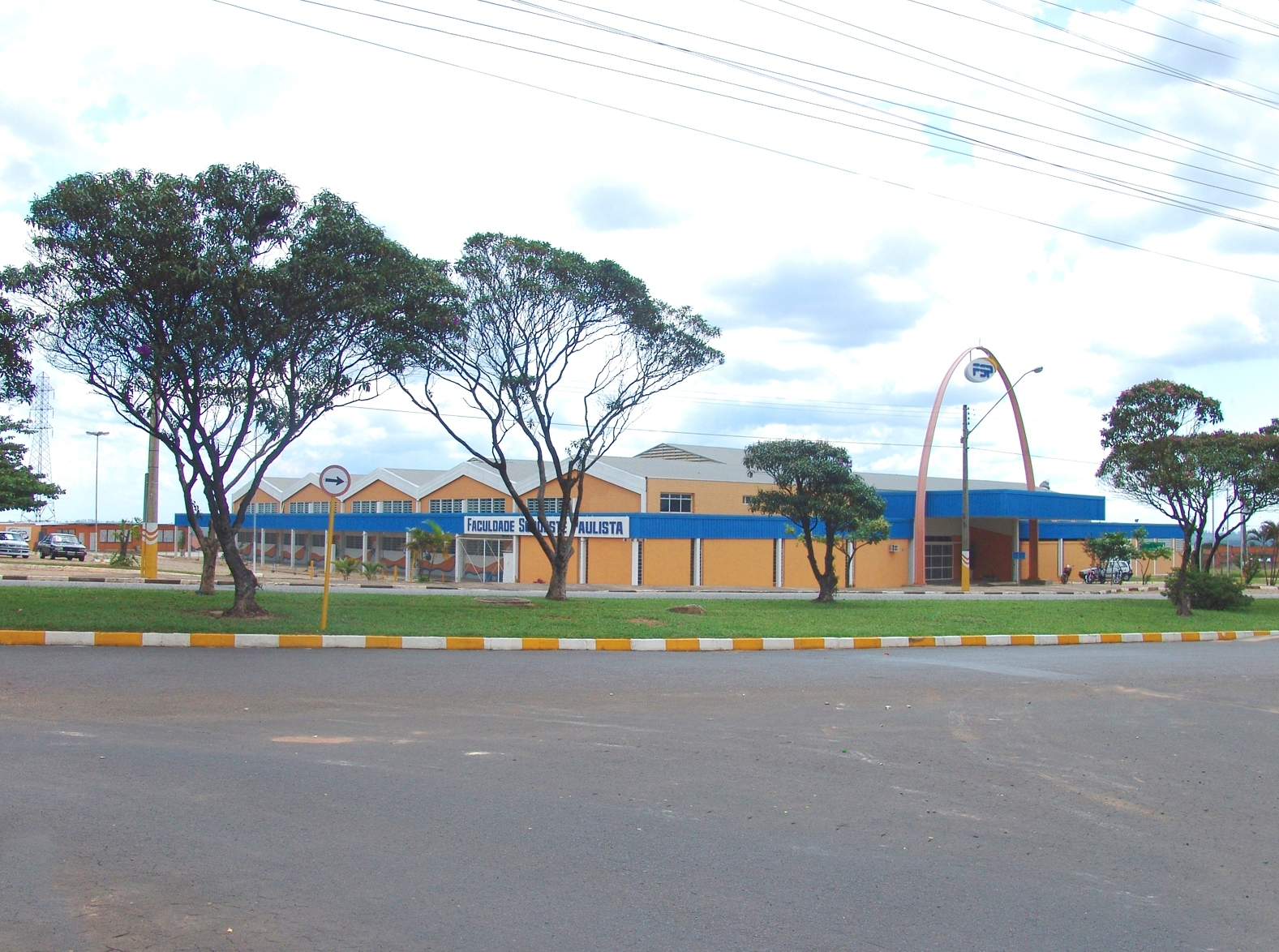